# Кликс, Рудольф Ригольдович
Рудо́льф Риго́льдович Кли́кс (25 июня 1910 — 28 мая 1997) — советский архитектор, выставочный дизайнер. Главный художник Всесоюзной сельскохозяйственной выставки (1956—1960), главный художник-архитектор Всесоюзной торговой палаты и ТПП СССР (1960—1972). Народный художник РСФСР (1981), Заслуженный деятель искусств РСФСР (1969), кандидат архитектуры (1940).

## Биография
Родился 25 июня 1910 года в Москве в рабочей семье.
Его мать была из поволжских немцев, а отец — латыш, работал на одном из заводов Красной Пресни.
После гибели отца в 1919 году семья переселилась в Харьков. По окончании ФЗУ работал слесарем-инструментальщиком на электромеханическом заводе, чинил всевозможные электрические приборы, мастерил мебель, шил обувь, был помощником часовщика и даже дантиста.

## Учёба
С 1930 года учился на архитектурном факультете Харьковского инженерно-строительного института, который окончил в 1935 году. Затем поступил в аспирантуру и был оставлен на кафедре в качестве преподавателя архитектурного рисунка и черчения. В 1940 году, после окончания аспирантуры ХИСИ, защитил диссертацию на тему «Интерьер барокко и классицизма в России».

## Работа в период Великой Отечественной войны
Практическую и исследовательскую деятельность прервала Великая Отечественная война. В 1940 году его направляют в Ригу для участия в работе Прибалтийского военного округа, где его застает начало войны. Он был назначен начальником проектной группы Центрального военно-проектного управления Красной армии и занимался строительством военных аэродромов и стратегических объектов в прифронтовой полосе. После освобождения Сталинграда направляют с группой архитекторов на восстановление города, а после окончания войны переводят в Москву, в Наркомстрой, где он продолжил работу на строительстве новой выставки — ВСХВ.

## ВСХВ-ВДНХ СССР
В 1947 году назначается заместителем главного архитектора выставки Анатолия Федоровича Жукова. Он принимает непосредственное участие в разработке Генерального плана ВСХВ (1954), а с 1956 по 1960 год работает главным художником выставки, оказывая большое влияние на формирование ее пространства и облика. Им самим и под его руководством были созданы разнообразные экспозиции и тематические ансамбли, в которых дизайнерские принципы и художественные средства (цвет, свет, архитектурные детали, композиция) играли важную образную роль.

## Выставочная деятельность
С середины 1940-х годов параллельно с архитектурной практикой начинается проектирование отдельных экспозиций. Первыми работами в этой области были Постоянная выставка профдвижения (1945), Всеславянская сельскохозяйственная выставка в Праге (павильон СССР 1946 года и выставка «30 лет советских профсоюзов», Москва, соавтор И. М. Шошенский, 1947), затем ежегодные ярмарки в Лейпциге и т. д.
В 1949 году он вместе с Иосифом Михайловичем Шошенским и Ниной Зозулей делают выставку подарков И. В. Сталину в Центральном музее революции. За эту работу по личному распоряжению Сталина семье художника дали квартиру в большом новом доме на Новослободской улице.
В 1960 году становится главным художником-архитектором Всесоюзной торговой палаты СССР. С этого времени и до выхода на персональную пенсию в 1988 году он занимался выставочными проектами, экспозиционным дизайном.
Решением президиума Всесоюзной торговой палаты от 1 октября 1960 года был организован Производственный комбинат ТПП СССР «как предприятие, призванное способствовать расширению торгово-экономических связей посредством создания советских экспозиций за рубежом». ПК ТПП СССР начинает проектирование и изготовление для отечественных экспозиций на международных выставках и ярмарках уникальное выставочное оборудование. Комбинат ТПП выполнял художественное оформление крупнейших экспозиций Советского Союза на Всемирных выставках в Монреале (1967, Канада), Осаке (1970, Япония), Спокане (1974, США), на Окинаве (1975, Япония), в Цукубе, (1985, Япония), Ванкувере (1986, Канада), Брисбене (1988, Австралия), а также экспозиции национальных выставок СССР в Лондоне (1961, 1968, 1979), Рио-де-Жанейро(1961), Хельсинки (1972), Лос-Анджелесе (1977, 1978), Буэнос-Айресе (1976), Мехико (1981), Улан-Баторе (1981), Афинах (1985), Дюссельдорфе (1982), Копенгагене (1983), Осло (1984) и др. Главным организатором всех этих выставок являлось Управление советских выставок за границей ТПП СССР.
Наряду с этим специалисты спроектировали и выполнили музейные экспозиции Музея Советской армии, Алмазного фонда, музеев Московского Кремля, Музея космонавтики и др..
Во главе этой выставочной дизайнерской индустрии многие годы, практически четверть века, стоял Рудольф Кликс.
Лондонская выставка 1979 года получила самые лестные отзывы зрителей и прессы.
Ее экспозицию проектировали главный художник Р. Кликс, художники-проектанты Ю. Шалаев, А. Чернов, В. Соколов, В. Чуглазов, Л. Мельников, К. Челидзе, была выдвинута на премию Академии художеств СССР и получила первую премию МОСХ 1980 года по секции декоративных искусств.
На Всемирной выставке в Брюсселе посетители получили представление о достижениях СССР в области экономики, науки, культуры и повышения благосостояния советских людей. Павильон СССР был признан одним из лучших и за экспозицию в целом удостоен высшей награды — Золотой звезды.
За создание экспозиции СССР во Дворце науки на Всемирной выставке в Брюсселе (Бельгия) 1958 года Рудольф Кликс был удостоен, как и Константин Рождественский за павильон страны, правительственной награды Бельгии — ордена Леопольда II, присвоенного ему королем Бодуэном.
Выставка — высшая форма дизайна, самая сложная его разновидность, синтетический жанр средового дизайна, и самый интересный. «Универсальная национальная выставка открывает простор перед художником проектантом возможностью широкого использования образного языка, эмоциональных приемов, основанных на новых технических средствах… Создается комплексное искусство, воздействующее на все органы чувств и аспекты сознания; в его основе лежат новые сценографические способы передачи информации путем соединения классических оформительских средств и новых дизайнерских приемов…» Р. Кликс
Он был не только проектировщиком и профессионалом выставок, но и рисовальщиком, владевшим безукоризненным архитектурным рисунком и акварелью. Он неоднократно участвовал в выставках «Акварель архитектора» с работами, посвященными архитектурным памятникам Подмосковья и Европы.
Жил в Москве, скончался в 1997 году. Прах захоронен в колумбарии на Введенском кладбище.

## Награды
- Орден Трудового Красного Знамени
- Орден Дружбы народов
- Медаль В память 800-летия Москвы
- Медаль «В ознаменование 100-летия со дня рождения Владимира Ильича Ленина»
- Орден Леопольда II (Бельгия)

## Основные выставочные проекты Р. Кликса
—проект павильона СССР на Международной сельскохозяйственной ярмарке в г. Новисад (Югославия) (1955);
—Международная ярмарка, Лейпциг (павильон СССР, 1956—1957,соавтор М. Л. Шенкер);
—оформление площади Советской армии в Москве к Международному фестивалю молодежи и студентов (1957);
—Всемирная выставка, Брюссель (Бельгия, 1958, дворец «Наука», экспозиция СССР);
—Национальная выставка СССР в Хельсинки (Финляндия, 1959, соавтор А. С. Миронов);
—павильон СССР на международной выставке в Нью-Дели (Индия, 1960);
—Советская национальная торгово-промышленная выставка в Лондоне (Великобритания, 1961, соавторы А. С. Миронов, В. Г. Пейда);
—павильон страны на международной выставке в Дамаске (1961);
—Национальная торгово-промышленная выставка СССР в Рио-де-Жанейро (Бразилия, 1962, соавторы А. С. Миронов, В. Г. Пейда и др.);
—Национальная выставка Индии в Москве (Сокольники, 1963, соавторы А. С. Миронов, А. И. Шитикова и др.);
—выставка «Реклама и упаковка стран СЭВ» (Москва, Сокольники, 1964, соавторы А. С. Миронов, А. И. Шитикова, Ю. П. Шалаев и др.);
—павильон страны на международной ярмарке в Измире (Турция, 1964);
—Торгово-промышленная выставка СССР в Сиднее (Австралия, 1964);
—проект советского раздела экспозиции на международной ярмарке (Солонники, Греция 1965);
—Всемирная выставка «ЭКСПО-67»(Монреаль, Канада, 1967, павильон СССР (соавторы В. Г. Макаревич, В. В. Дубанов, О. П. Ломако, А. И. Шитикова, Ю. П. Шалаев и др.);
—Всемирная выставка по охране окружающей среды «ЭКСПО-74»(Спокан, США, 1974, соавторы А. С. Миронов, Ю. П. Шалаев, и др.);
—Национальная торгово-промышленная выставка СССР в Лондоне (Великобритания, 1979, соавторы Ю. П. Шалаев, А. Н. Чернов, В. А. Соколов и др.);

## Постройки
- 1949 — проект реконструкции ВСХВ, павильоны «Сибирь»(в соавторстве с архитектором В. М. Таушкановым) и «Центросоюз»(в соавторстве с архитектором Б. С. Виленским и скульптором В. П. Циммерманом).

## Сочинения
- «Всесоюзная сельскохозяйственная выставка. Павильоны и сооружения», монография-альбом (М., 1954)
- Р. Р. Кликс «Витрина и интерьер современного магазина» (М., 1971)
- «Художественное проектирование экспозиций» (М., 1978).